# 博伊伦
博伊伦是德国莱茵兰-普法尔茨州的一个市镇。总面积10.63平方公里，总人口453人，其中男性214人，女性239人（2011年12月31日），人口密度43人/平方公里。